# トモエ文化服装香里専門学校
トモエ文化服装香里専門学校（トモエぶんかふくそうこうりせんもんがっこう）とは、学校法人トモエ学園が運営する大阪府枚方市にあった専修学校。

## 沿革
- 1943年 - トモエ洋裁研究所として設立。
- 1961年 - 北山巴校長、多年私学の振興に尽くした功により大阪府知事より表彰を受ける。
- 1976年 - 専修学校となる。
- 1986年 - 文部省から、大学入学試験受験資格校（大検パス）に指定される。
- 1995年 - 文部省告示により、専門課程2年生学科卒業生に対し専門士の称号付与される。
- 2009年5月 - 北山巴逝去。
- 2009年6月 - 北山喜直、校長就任。
- 2011年7月 - 大阪府私立学校審議会7月定例会にてトモエ文化服装香里専門学校の廃止の件が認可適当と認められる[1]。

98年頃より男子生徒の入学も認め、同年に二人の男子が入学している。

## 学科
- 専門課程（洋裁科）募集人数約20人
- 高等課程（洋裁科）募集人数約20人

## 所在地
- 〒573-0087 大阪府枚方市香里園山之手町2番80号

　最寄り駅は、京阪本線「香里園駅」